# 竹島切手
竹島切手（たけしまきって）または「独島」切手（トクトきって）とは、大韓民国によって1954年、2002年、2004年の3回発行された竹島（韓国名・独島）を図案化した切手。

## 概要
大韓民国は、竹島を題材とする切手を1954年、2002年、2004年の3回発行し、「独島の実効支配」を喧伝する材料にしている。

### 1954年発行の切手

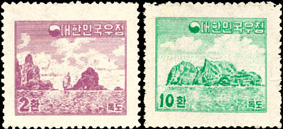
韓国が1954年に発行した竹島の切手

いわゆる「李承晩ライン」の設定（1952年1月）後、竹島問題をめぐって日韓両国が互いの見解を交換し合う見解往復がなされるなか、大韓民国は「独島」の領有権を公に主張すべく、竹島を描いた切手の発行を決定した。1954年9月15日、韓国は竹島を図案化した3種の普通切手、「独島切手」3,000万枚を発行したのである。
額面2ファン（圜）と5ファンの切手はそれぞれ500万枚、10ファンの切手は2000万枚が販売された。これに対して日本政府は、11月19日にこの切手を使った郵便物を取り扱わず、返送することを閣議決定し、11月29日には外務省を通じて在日韓国代表部に対し、抗議の口上書を出した。郵政省はこの切手を貼った韓国からの国際郵便物の受取拒否を指示したが、万国郵便連合 (UPU) の規定には「郵便物中継の自由保障」条項があった。また、船便・航空便で連日韓国から届く膨大な郵便物のなかから、竹島切手が貼られたものだけを選び、これを返送する作業の徹底も実際には難しく、日本国内でもこの切手を貼った多くの郵便物が配達されたといわれている。

### 2002年発行の切手
2002年8月1日、大韓民国郵政事業本部は「我が郷土特別切手シリーズ（내고향 특별우표 시리즈）」（全32種）を発行し、そのなかの「慶北編」に「独島切手」が含まれていて、90万枚が発行された。これは、「韓国訪問の年」の記念切手の一つとして発行したもので、「わが故郷」と題して図案に著名な韓国国内の観光地や民族舞踊なども含む20種にもおよぶ大セットであった。そのため、日本では韓国切手収集家以外にはほとんど認知されなかった。マスメディアもほとんどこれを取り上げなかった。日本政府も事態を把握しておらず、本格的な抗議を行わなかった。
この件は、2002年9月の小泉純一郎首相の北朝鮮訪問の話題やその準備に隠れたかたちとなったともいえる。しかし、日本から抗議がなかったことにより韓国側は「日本が韓国による独島の領有を黙認している」と誤解したのだった。

### 2004年発行の切手
2003年夏、韓国郵政は翌年1月16日に「独島の自然」と題する切手を発行することを発表した。9月、日本の総務省は韓国側に対し、「良識ある判断」を求め、切手発行の再考を促す書簡を送ったものの、それ以上の対応はとらず、韓国側の計画や書簡を送った事実も国民に知らせないまま数か月間伏せていた。そのため、2003年中に日本国内でこの問題が報じられたことはほとんどなかった。唯一の例外は、「郵便学」を提唱する内藤陽介によれば、猪瀬直樹（当時、道路関係四公団民営化推進委員会委員）のメールマガジン「日本国の研究（12）」に内藤自身が寄稿した記事程度であったという。国民のほとんどがこの事実を知らない以上、「独島切手」発行中止の世論が生まれるはずもなかった。
2004年1月7日、韓国郵政はインターネット上で新切手のデザインを公表した。日本ではこれに対して議論が沸騰し、マスメディアも大きく報道した。日本の川口順子外務大臣は趙世衡駐日大韓民国大使を召喚して、これに抗議し、尹永寛外交通商部長官（外務大臣に相当）に対しては、電話会談で発行中止を要請した。総務大臣だった麻生太郎も抗議のコメントを発表した。ここに至って日本政府は、抗議の書簡を送った経緯なども含めた事実関係を公表したが、すでに時期を逸していた。
2004年1月16日、韓国郵政事業本部は予定通り「独島の自然」と題された切手4種224万枚を発行した。これに対し、日本は竹島の領有権をもっているという立場を明らかにし、韓国の切手発行が万国郵便連合憲章の精神に背くとして、UPUに回章の措置をとった。
2003年9月時点、ないし前回の竹島切手が発行された2002年8月時点において日本政府がしかるべき対策を講じていたら、2004年の切手発行は防ぐことが可能であったと指摘する声がある。もとより、切手の発行を取りやめたからといって、それだけで韓国側が竹島の不法占拠をやめるわけではないが、韓国政府が「韓国領独島」の存在を国際社会に喧伝するためのチャンネルを1つでもふさぐことができれば、日本外交は失点を1つ免れることができるわけである。竹島問題の責任の一端は日本側にもあると指摘される所以である。

## 影響

### 北朝鮮による竹島切手の発行
2004年6月、朝鮮民主主義人民共和国で、この島が朝鮮の領土であることを示す古地図を図案にした切手が発行され、2006年8月には図案が若干修正されて、大韓民国でも販売された。韓国での販売のために施された変更は、「조선의 섬 독도（朝鮮の島・独島）」という表記を「민족의 섬 독도-자연（民族の島・独島 - 自然）」とする変更と、北朝鮮が用いている年号である「主体」の除去であった。北朝鮮の切手発行には、外貨獲得という切実な事情とともに、「韓国が主張する領域は北朝鮮の領土」という主張、対南融和的な政治的目的などが考えられる。図案には絶滅したはずのニホンアシカが登場し、北朝鮮の版図として韓国を含む朝鮮半島全体が描かれていた。また北朝鮮は2014年9月にも竹島全域の地図を描いた切手を発行している。

### 日本における写真付き切手の製作
日本側では、2004年1月、新宿郵便局が取り扱っていた写真持込による製作サービス（切手の余白部分に写真を入れてもらえる写真付き切手）に対し、竹島の写真画像を余白部に入れたシール式切手4面シートを約100シート申し込んだ人がいたが、何ら問題視されることなく発行されたという。しかし、2月には東京中央郵便局に対し、かつて大学助教授の職にあった人物による数万枚1000万円相当の写真付き竹島切手の申し込みがあり、郵政事業庁は当初これを受け付けたが、2月17日、日本郵政公社は「外交上相応しくない」と判断し、「国際友好を掲げた万国郵便連合憲章の精神にも反する」として、この製作サービスを中止した（第2次小泉内閣時代）。ただし、通信販売による「竹島切手」は既に受け付けていたとみられ、多くの「竹島切手」が写真付きで製作されていた。